# Ochmacanthus
Ochmacanthus es un género de peces siluriformes de agua dulce de pequeño tamaño de la familia de los trichomictéridos. Sus 5 especies habitan en aguas templado-cálidas y cálidas de América del Sur, y son denominadas comúnmente —de manera genérica— candirúes.

## Taxonomía
Este género fue descrito originalmente en el año 1912 por el ictiólogo estadounidense, nacido en Alemania, Carl H. Eigenmann.
Etimología
Etimológicamente el término Ochmacanthus se construye con palabras en idioma griego, en donde: ochme, -es significa 'garras de un escudo' y akantha que es 'espina'.
Relaciones filogenéticas
Dentro de Stegophilinae, Ochmacanthus fue considerado como monofilético, y como el grupo hermano de Haemomaster.

### Subdivisión
Este género se subdivide en 5 especies:
- Ochmacanthus alternus Myers, 1927
- Ochmacanthus batrachostomus (Miranda Ribeiro, 1912)
- Ochmacanthus flabelliferus Eigenmann, 1912
- Ochmacanthus orinoco Myers, 1927
- Ochmacanthus reinhardtii (Steindachner, 1882)

## Distribución

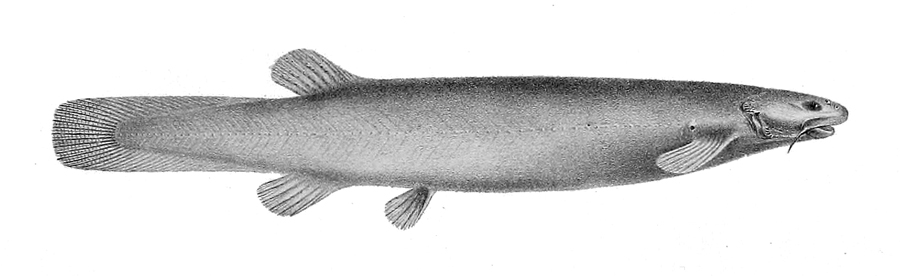
Ochmacanthus reinhardtii.

Este género es endémico de Sudamérica cálida, mayormente en la amazónica y cuencas ubicadas inmediatamente al norte de la misma.  
Ochmacanthus alternus y O. orinoco se distribuyen en las cuencas del río Negro y del Orinoco en Brasil y Venezuela; O. flabelliferus habita en drenajes atlánticos de las Guayanas y Venezuela; O. reinhardti viven en las Guayanas y en Brasil. Finalmente, la única especie de la cuenca del Plata es O. batrachstomus, distribuida en la cuenca del río Paraguay y  Alto Paraná, en Brasil, Bolivia, Paraguay y el nordeste de la Argentina.

## Hábitos y características
Los hábitos tróficos son semiparásitos especializados, al ser lepidófagos y mucófagos, es decir, se alimentan de escamas y mucus de otros peces, respectivamente. También utilizan a los peces más grandes como un medio de transporte (foresia), permaneciendo fijados sobre su cuerpo.
La longitud que alcanzan según la especie va desde los 32 a los 50 milímetros. Se distingue fácilmente de otros géneros de Stegophilinae por la compresión pronunciada del pedúnculo caudal, que también se expande dorsal y ventral por numerosos radios de gran tamaño de la aleta caudal.